# يفغيني موروزوف
يفغيني موروزوف (بالروسية: Морозов, Евгений Владимирович)‏ هو لاعب كرة قدم روسي في مركز الدفاع، ولد في 14 فبراير 2001 في موسكو في روسيا. لعب مع فاكل فارونيش ‏.

## وصلات خارجية
- يفغيني موروزوف على موقع قاعدة بيانات كرة القدم.إي يو (الإنجليزية)
- يفغيني موروزوف على موقع Soccerway.com (الإنجليزية)
- يفغيني موروزوف على موقع عالم كرة القدم.نت (الإنجليزية)